# 蒂斯代爾鎮區 (堪薩斯州考利縣)
蒂斯代爾鎮區（英語：Tisdale Township）為美國堪薩斯州考利縣轄下的鎮區。2010年美国人口普查中該鎮區人口有325人。

## 地理
蒂斯代爾鎮區涵蓋總面積為77.91平方（30.08平方英里），境內沒有已建制定居點。

### 墓園
根據美國地質調查局的資料，此鎮區擁有1座墓園：
- 蒂斯代爾墓園（Tisdale Cemetery）

### 溪流
通過此鎮區的溪流有：
- 斯內克溪（Snake Creek）

## 人口統計
根據2010年美國人口普查，蒂斯代爾鎮區人口有325人，住房147戶，人口密度為4.17人/每平方公里。此鎮區居民之種族中，白人佔97.23%，非裔美國人佔0%，美洲原住民佔1.23%，亞裔美國人佔0%，太平洋島裔美國人佔0%，其他種族佔0%，混血種族則佔1.54%。而西班牙裔或拉丁裔美國人佔此鎮區人口的1.54%。

## 外部連結
- City-Data.com （页面存档备份，存于）